# Цикл Дизеля

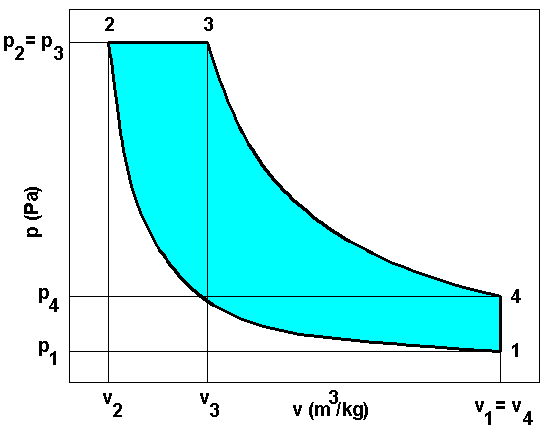
PV-диаграмма идеального/теоретического цикла Дизеля

Цикл Дизеля — идеальный термодинамический цикл работы поршневого двигателя внутреннего сгорания, предполагающий изобарный подвод теплоты (или — термодинамический цикл с подводом теплоты при неизменном давлении внутри цилиндра). Назван по имени немецкого конструктора Рудольфа Дизеля, построившего в 1897 году первый работоспособный поршневой ДВС, работающий по данному термодинамическому циклу. На основе цикла Дизеля реализован реальный цикл работы двигателей с воспламенением от сжатия, как двухтактных, так и четырёхтактных.

## Описание
Идеальный цикл Дизеля состоит из четырёх процессов:

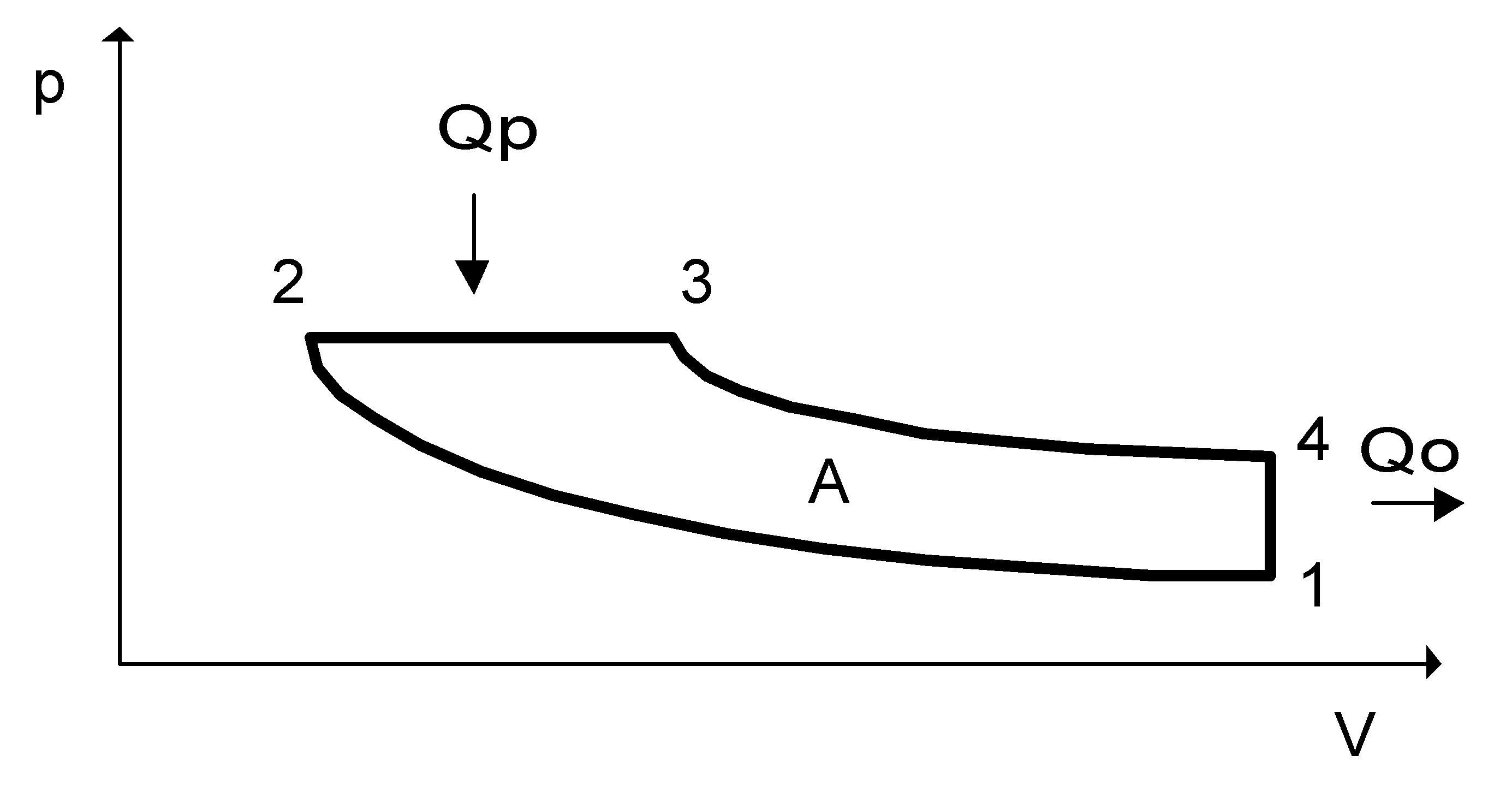
p-V диаграмма цикла Дизеля

- 1—2 адиабатное сжатие рабочего тела;
- 2—3 изобарный подвод теплоты к рабочему телу;
- 3—4 адиабатное расширение рабочего тела;
- 4—1 изохорное охлаждение рабочего тела.

КПД цикла Дизеля {\displaystyle \eta =1-{\frac {1}{k}}\left({\frac {m^{k}-1}{m-1}}\right){\frac {1}{n^{k-1}}}}, 

где {\displaystyle n=V_{1}/V_{2}} — степень сжатия, 

{\displaystyle m=V_{3}/V_{2}} — коэффициент предварительного расширения,
{\displaystyle k} — показатель адиабаты.
Идеальный цикл лишь приблизительно описывает процессы, происходящие в реальном двигателе, но для технических расчётов в большинстве случаев точность такого приближения удовлетворительна.